# CHE 랭킹

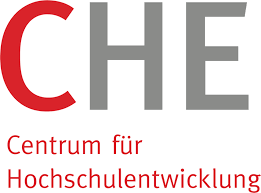
Center for University Development

CHE 랭킹(CHE ranking)은 1998년 이후 발표된 대학 랭킹으로, 독일 내에 대학을 과목별로 세분화하여 평가한다. 독일 내에 대학 평가중 가장 공신력이 있는 기관으로 꼽힌다.

## 역사
1998년 Stiftung Warentest와 협력하여 첫번째 순위를 발표하였다. 처음 발표에는 경영학과, 화학과 위주로 발표하다, 시간이 지나면서 분석 대상 범위가 확대되었다. 현재는 대부분의 과목을 평가하고 있다. 영국 대학평가 기관인 THE 혹은 QS는 SCI 가 아닌 SCOPUS를 가지고 인용을 평가하기 때문에, 상대적으로 연구 중심 대학으로 구성된 독일 대학들의 순위가 낮게 나온다. 이러한 이유로 독일 내 대학을 독일 내 기관이 평가해야 한다는 여론이 있었으며, 이로 인해 나온 평가 가 CHE 랭킹이다. 따라서, 독일내 대학, 학과 순위는 CHE 랭킹을 주로 인용한다.